# Бакићи (Олово)
Бакићи су насељено место у Босни и Херцеговини у општини Олово у Зеничко-добојском кантону које административно припада Федерацији Босне и Херцеговине. Према последњем попису становништва из 2013. у насељу је живео 351 становник.

## Географија
Насеље се налази на надморској висини од 845 метара, површине 8,4 km², са густином насељености 41,79 становника по km².

## Становништво
| Националност       | 1971.        | 1981.        | 1991.        | 2013.        |
| Муслимани*         | 328 (97,33%) | 369 (94,37%) | 433 (98,19%) |              |
| Срби               | 7 (2,077%)   | –            | 6 (1,361%)   |              |
| остали и непознато | 2 (0,593%    | 17 (4,348%)  | 2 (0,454%)   |              |
| Југословени        |              | 4 (1,023%)   |              |              |
| Хрвати             |              | 1 (0,256%)   |              |              |
| Укупно             | 337 (100,0%) | 391 (100,0%) | 441 (100,0%) | 351 (100,0%) |

- Муслимани се данас углавном изјашњавају као Бошњаци.